# Liste des messes de Joseph Haydn
Joseph Haydn a composé tout au long de sa carrière quatorze messes. Elles sont classées selon le système mis au point par Anthony van Hoboken, universellement adopté quoiqu'il ne reflète pas exactement l'ordre chronologique de la composition.

## Liste des messes
| - Messe no 01 A due soprani (1749) - Messe no 02 Sunt bona mixta malis (1768, fragmentaire) - Messe no 03 Rorate cœli desuper (1748) - Messe no 04 Grande messe avec orgue (1768-69) - Messe no 05 Missa Cellensis in honorem Beatissimae Virginis Mariae ou Missa Sanctæ Cæciliæ (1766) - Messe no 06 Nicolaimesse (1772) - Messe no 07 Missa Sancti Joannis de Deo (1775-77) - Messe no 08 Missa Cellensis ou Mariazellermesse (1782) - Messe no 09 Paukenmesse ou Missa in tempore belli (1796) - Messe no 10 Missa Sancti Bernardi de Offida, dite Heiligmesse (1796) - Messe no 11 Missa in Angustiis, dite Nelsonmesse (1798) - Messe no 12 Theresienmesse (1799) - Messe no 13 Schöpfungsmesse (1801) - Messe no 14 Harmoniemesse (1802) | - Messes de jeunesse (1748-49) - Messe no 03 Rorate cœli desuper (1748) - Messe no 01 A due soprani (1749) - Messes de la maturité (1766-82) - Messe no 05 Missa Cellensis in honorem Beatissimae Virginis Mariae ou Missa Sanctæ Cæciliæ (1766) - Messe no 02 Sunt bona mixta malis (1768, fragmentaire) - Messe no 04 Grande messe avec orgue (1768-69) - Messe no 06 Nicolaimesse (1772) - Messe no 07 Missa Sancti Joannis de Deo (1775-77) - Messe no 08 Missa Cellensis ou Mariazellermesse (1782) - Dernières messes (1796-1802) - Messe no 10 Heiligmesse (1796) - Messe no 09 Paukenmesse ou Missa in tempore belli (1796) - Messe no 11 Missa in angustiis (1798) - Messe no 12 Theresienmesse (1799) - Messe no 13 Schöpfungsmesse (1801) - Messe no 14 Harmoniemesse (1802) |

## Source
Marc Vignal, Joseph Haydn, Fayard, 1988.